# Saturday Hill's NEO!!
『Saturday Hill's NEO! ～土曜の昼はレディオ・ネオ～』（サタデー・ヒルズ・ネオ どようのひるはレディオ・ネオ）は、2017年4月1日から8月26日までRadio NEOで放送されていたラジオ番組。

## 概要
Radio NEOが番組方向性変更の第一弾として2017年4月に放送開始するも、わずか5ヶ月で打ち切りとなった。パーソナリティは週替りでワタナベエンターテインメント所属のお笑い芸人と池岡星香。開始当初は公開生放送番組をうたっており、毎週東海エリアの各所から放送が行われていたが、2017年7月22日の放送を最後に行われなくなり、それ以降は番組終了まで全てスタジオからの生放送であった。
番組終了後の後枠には、当番組に何度か出演していたプリンセス金魚の大前亮介、オナジミチ（現：デラスキッパーズ）、当番組のアシスタントであった池岡星香が出演するOH! MY SATURDAY!が放送されている。

## 放送時間
- 毎週土曜 12:00 - 14:00

## 出演

### MC
- ふかわりょう
- ビビる大木
- 坪倉由幸（我が家）
- コカドケンタロウ（ロッチ）
- フォーリンラブ
- 松尾陽介（ザブングル）
- プリンセス金魚

### アシスタント
- 池岡星香